# Troitske (huyện)
Huyện Troitske (tiếng Ukraina: Троїцький район, chuyển tự: Troitskes’kyi raion) là một huyện của tỉnh Luhansk thuộc Ukraina. Huyện Troitske có diện tích 1633 kilômét vuông, dân số theo điều tra dân số ngày 5 tháng 12 năm 2001 là 25704 người với mật độ 16 người/km2. Trung tâm huyện nằm ở Troitske.